# Gare de Gennevilliers
Gare de Gennevilliers vasútállomás és RER állomás Franciaországban, Gennevilliers településen.

## Vasútvonalak
Az állomást az alábbi vasútvonalak érintik:
- Ermont-Eaubonne-Champ-de-Mars-vasútvonal

## Kapcsolódó állomások
A vasútállomáshoz az alábbi állomások vannak a legközelebb:
- Gare d’Épinay-sur-Seine (Gare de Pontoise, RER C)
- Gare des Grésillons (Gare de Massy - Palaiseau, RER C)

## Lásd még
- Franciaország vasútállomásainak listája
- A RER állomásainak listája